# Campeonato Mundial de Clubes de la FIVB de 2017
El Campeonato Mundial de Clubes de la FIVB de 2017 fue la decimotercera edición del Campeonato Mundial de Clubes de la FIVB y se disputó entre el 12 y el 17 de diciembre de 2017 en Polonia.

## Sorteo
Los ocho equipos son sorteados en dos grupos de 4 equipos, avanzando a la siguiente ronda los dos mejores de cada grupo. En semifinales el ganador del grupo A se enfrentará al segundo del grupo B y el primero del grupo B al segundo del grupo A. Los ganadores de esos partidos disputarán la final por el título, los perdedores la 3.ª plaza.
- Grupo A
- ZAKSA Kędzierzyn-Koźle (Equipo organizador, Campeón de Polonia 2017)
- Cucine Lube Civitanova (Campeón de Italia 2017)
- Sada Cruzeiro (Campeón de Sudamérica 2017)
- Sarmayeh Bank Tehran VC (Campeón de Asia 2017)

- Grupo B
- PGE Skra Bełchatów (Invitación)
- VK Zenit Kazán (Campeón de Europa 2017)
- Personal Bolívar (Campeón de Argentina 2017)
- Shanghai Golden Age (Invitación)

## Sedes
| Grupo A         | Grupo B           | Ronda final       |
| --------------- | ----------------- | ----------------- |
| Opole           | Łódź              | Cracovia          |
| Hala Okrąglak   | Atlas Arena       | Tauron Arena      |
| Capacidad: 3500 | Capacidad: 12 100 | Capacidad: 14 752 |
|                 |                   |                   |

## Formato de competición
El torneo se desarrolla dividido en dos fases: una fase preliminar o fase de grupos y una fase final.
En la primera fase los 8 equipos fueron repartidos en dos grupos de 4 equipos cada uno, en cada grupo se jugó con un sistema de todos contra todos y los equipos fueron clasificados de acuerdo a los siguientes criterios:
1. Partidos ganados.
2. Puntos obtenidos.
  - Partido con resultado final 3-0 o 3-1: 3 puntos al ganador y 0 puntos al perdedor.
  - Partido con resultado final 3-2: 2 puntos al ganador y 1 puntos al perdedor.
3. Proporción entre los sets ganados y los sets perdidos (Sets ratio).
4. Proporción entre los puntos ganados y los puntos perdidos (Puntos ratio).
5. Si el empate persiste entre dos equipos se le da prioridad al equipo que haya ganado el último partido entre los equipos implicados. Cuando el empate se produce entre tres o más equipos, una nueva clasificación de estos equipos con los mismos criterios de los puntos 1, 2 y 3 se tomarán teniendo en cuenta solo los partidos en los que se enfrentan entre sí.

## Resultados

### Fase de grupos
- Los horarios corresponden al huso horario de Polonia (UTC +1:00)

|  | Clasificados a semifinales |

#### Grupo A
| Pos. | Equipo                  | PG | PP | Pts | SG | SP | PG  | PP  |
| ---- | ----------------------- | -- | -- | --- | -- | -- | --- | --- |
| 1.°  | Cucine Lube Civitanova  | 3  | 0  | 8   | 9  | 2  | 265 | 227 |
| 2.°  | Sada Cruzeiro           | 2  | 1  | 6   | 6  | 3  | 212 | 203 |
| 3.°  | ZAKSA Kędzierzyn-Koźle  | 1  | 2  | 3   | 5  | 8  | 283 | 306 |
| 4.°  | Sarmayeh Bank Tehran VC | 0  | 3  | 1   | 2  | 9  | 239 | 263 |

| Fecha           | Hora  | Equipo 1               | Res.  | Equipo 2               | Set 1 | Set 2 | Set 3 | Set 4 | Set 5 | Total     | Reporte |
| --------------- | ----- | ---------------------- | ----- | ---------------------- | ----- | ----- | ----- | ----- | ----- | --------- | ------- |
| 12 de diciembre | 17:30 | ZAKSA Kędzierzyn-Koźle | 3 – 2 | Sarmayeh Bank Tehran   | 19-25 | 20-25 | 25-16 | 31-29 | 17-15 | 112 – 110 | P2 P3   |
| 12 de diciembre | 20:30 | Sada Cruzeiro          | 0 – 3 | Cucine Lube Civitanova | 21-25 | 16-25 | 18-25 |       |       | 55 – 75   | P2 P3   |
| 13 de diciembre | 17:30 | ZAKSA Kędzierzyn-Koźle | 2 – 3 | Cucine Lube Civitanova | 25-23 | 21-25 | 25-23 | 21-25 | 16-18 | 108 – 114 | P2 P3   |
| 13 de diciembre | 20:30 | Sarmayeh Bank Tehran   | 0 – 3 | Sada Cruzeiro          | 23-25 | 20-25 | 22-25 |       |       | 65 – 75   | P2 P3   |
| 14 de diciembre | 17:30 | ZAKSA Kędzierzyn-Koźle | 0 – 3 | Sada Cruzeiro          | 13-25 | 30-32 | 20-25 |       |       | 63 – 82   | P2 P3   |
| 14 de diciembre | 20:30 | Cucine Lube Civitanova | 3 – 0 | Sarmayeh Bank Tehran   | 26-24 | 25-17 | 25-23 |       |       | 76 – 64   | P2 P3   |

#### Grupo B
| Pos. | Equipo              | PG | PP | Pts | SG | SP | PG  | PP  |
| ---- | ------------------- | -- | -- | --- | -- | -- | --- | --- |
| 1.°  | VK Zenit Kazán      | 3  | 0  | 9   | 9  | 0  | 229 | 171 |
| 2.°  | PGE Skra Bełchatów  | 2  | 1  | 6   | 6  | 4  | 236 | 217 |
| 3.°  | Shanghai Golden Age | 1  | 2  | 2   | 3  | 8  | 220 | 251 |
| 4.°  | Personal Bolívar    | 0  | 3  | 1   | 3  | 9  | 237 | 283 |

| Fecha           | Hora  | Equipo 1            | Res.  | Equipo 2            | Set 1 | Set 2 | Set 3 | Set 4 | Set 5 | Total     | Reporte |
| --------------- | ----- | ------------------- | ----- | ------------------- | ----- | ----- | ----- | ----- | ----- | --------- | ------- |
| 12 de diciembre | 17:30 | Zenit Kazán         | 3 – 0 | Personal Bolívar    | 25-20 | 25-19 | 25-17 |       |       | 75 – 56   | P2 P3   |
| 12 de diciembre | 20:30 | PGE Skra Bełchatów  | 3 – 0 | Shanghai Golden Age | 25-18 | 25-19 | 25-21 |       |       | 75 – 58   | P2 P3   |
| 13 de diciembre | 17:30 | Zenit Kazán         | 3 – 0 | Shanghai Golden Age | 25-15 | 25-16 | 25-21 |       |       | 75 – 52   | P2 P3   |
| 13 de diciembre | 20:30 | PGE Skra Bełchatów  | 3 – 1 | Personal Bolívar    | 23-25 | 25-15 | 25-21 | 25-19 |       | 98 – 80   | P2 P3   |
| 14 de diciembre | 17:30 | Shanghai Golden Age | 3 – 2 | Personal Bolívar    | 22-25 | 25-20 | 23-25 | 25-18 | 15-13 | 110 – 101 | P2 P3   |
| 14 de diciembre | 20:30 | PGE Skra Bełchatów  | 0 – 3 | Zenit Kazán         | 27-29 | 20-25 | 16-25 |       |       | 63 – 79   | P2 P3   |

### Fase Final
- Los horarios corresponden al huso horario de Polonia (UTC +1:00)

|  | Semifinales            | Semifinales    |   |                    | Final                  | Final |  |
|  |                        |                |   |                    |                        |       |  |
|  |                        |                |   |                    |                        |       |  |
|  |                        |                |   |                    |                        |       |  |
|  | Cucine Lube Civitanova | 3              |   |                    |                        |       |  |
|  | PGE Skra Bełchatów     | 0              |   |                    |                        |       |  |
|  |                        |                |   |                    |                        |       |  |
|  |                        |                |   |                    |                        |       |  |
|  |                        |                |   |                    | Cucine Lube Civitanova | 0     |  |
|  |                        | VK Zenit Kazán | 3 |                    |                        |       |  |
|  |                        |                |   |                    |                        |       |  |
|  |                        |                |   |                    |                        |       |  |
|  |                        |                |   |                    | Tercer lugar           |       |  |
|  |                        |                |   |                    |                        |       |  |
|  | VK Zenit Kazán         | 3              |   | PGE Skra Bełchatów | 0                      |       |  |
|  | Sada Cruzeiro          | 0              |   |                    | Sada Cruzeiro          | 3     |  |

#### Semifinales
| Fecha           | Hora  | Equipo 1               | Res.  | Equipo 2           | Set 1 | Set 2 | Set 3 | Set 4 | Set 5 | Total   | Reporte |
| --------------- | ----- | ---------------------- | ----- | ------------------ | ----- | ----- | ----- | ----- | ----- | ------- | ------- |
| 16 de diciembre | 17:30 | Sada Cruzeiro          | 0 – 3 | Zenit Kazán        | 23–25 | 19–25 | 18–25 |       |       | 60 – 75 | P2 P3   |
| 16 de diciembre | 20:30 | Cucine Lube Civitanova | 3 – 0 | PGE Skra Bełchatów | 25–23 | 25–23 | 25–23 |       |       | 75 – 72 | P2 P3   |

#### Tercer puesto
| Fecha           | Hora  | Equipo 1           | Res.  | Equipo 2      | Set 1 | Set 2 | Set 3 | Set 4 | Set 5 | Total   | Reporte |
| --------------- | ----- | ------------------ | ----- | ------------- | ----- | ----- | ----- | ----- | ----- | ------- | ------- |
| 17 de diciembre | 17:30 | PGE Skra Bełchatów | 0 – 3 | Sada Cruzeiro | 19–25 | 18–25 | 13–25 |       |       | 50 – 75 | P2 P3   |

#### Final
| Fecha           | Hora  | Equipo 1               | Res.  | Equipo 2    | Set 1 | Set 2 | Set 3 | Set 4 | Set 5 | Total   | Reporte |
| --------------- | ----- | ---------------------- | ----- | ----------- | ----- | ----- | ----- | ----- | ----- | ------- | ------- |
| 17 de diciembre | 20:30 | Cucine Lube Civitanova | 0 – 3 | Zenit Kazán | 25–27 | 22–25 | 22–25 |       |       | 69 – 77 | P2 P3   |

#### Campeón
| Campeón del Mundo por Clubes de 2017 |
| ------------------------------------ |
| VK Zenit Kazán 1.º Título            |

## Premios y reconocimientos
- MVP - Mejor jugador:  Osmany Juantorena (Cucine Lube Civitanova)
- Mejores receptores/atacantes:  Yoandry Leal (Sada Cruzeiro) –  Wilfredo León (Zenit Kazán)
- Mejores centrales:  Alexey Samoylenko (Zenit Kazán) –  Robertlandy Simón (Sada Cruzeiro)
- Mejor opuesto:  Tsvetan Sokolov (Cucine Lube Civitanova)
- Mejor armador:  Aleksandr Butko (Zenit Kazán)
- Mejor libero:  Jenia Grebennikov (Cucine Lube Civitanova)